# 험윤
험윤(獫允, 獫狁, 玁狁)은 고대 중국 북방 및 서방에 존재하던 유목민족으로, 서주 중기에 활동하였다. 엄윤(嚴允)으로도 적는다. 또한 험(獫) 자는 '犭以'로도 적으며, 한자 본래의 의미는 사냥개(獵犬)이다. 험윤의 존재를 기록한 것 중 가장 이른 것은 주나라의 금문과 선진 시대의 고적으로, 곤이(昆夷) 등의 명칭과 혼용되기도 하였으며 거주지 또한 같다. 학계에서는 험윤, 견융, 흉노는 공통의 조상을 갖고 있을 수 있다고 본다.

## 역사
서주 중기에 험윤이 강성하였고, 초획(焦獲) 땅으로 옮겨 살았다. 험윤은 초획을 거점으로 남쪽으로 침입해 호(鎬), 삭방(朔方), 경양(涇陽)에 이르러 서주를 직접적으로 위협하였고, 주 선왕은 대장(大將) 남중(南仲)에게 명령해 군사를 이끌고 북벌하도록 했고, 또한 삭방에 성을 쌓았다. 《시경·채미(采薇)》에서는 당시 주나라와 험윤의 전투 상황과 병사들의 고된 전투 생활을 묘사하고 있고, 동진의 사현(謝玄)은 이 부분이 《시경》 중에서 가장 좋은 시편이라고 일컬었다.
춘추 시대에 접어들어 험윤은 융적(戎狄)으로 지칭되었고, 전국 시대에는 진나라, 조나라, 연나라의 북쪽 지역에 분포하였다. 이후 진나라가 중국을 통일하였고, 몽염(蒙恬)이 30만 대군으로 험윤을 패배시키자 험윤은 북쪽으로 옮겼다. 진나라 말기에는 고비 사막의 남북을 통치하여 그 세력이 남쪽으로 음산(陰山)을 넘고 황하(黃河)를 건너 허타오의 옥토를 점거하였다. 한나라 때부터 험윤은 흉노의 선대 민족으로 많이 여겨졌는데, 《사기·흉노열전(匈奴列傳)》은 "당우(唐虞) 이전에는 산융(山戎), 험윤(玁狁), 훈육(葷粥)이 있어 북적(北狄)에 거주하며 기르는 가축을 따라 옮겨 다녔다."고 적고 있다. 다만 이 부분은 "흉노의 선조는 하후씨(夏后氏)의 먼 후예이다."라는 설명과 상충된다.
근대에 와서 역사학자 왕궈웨이가 귀방(鬼方), 곤이(昆夷), 험윤은 동일한 민족으로 명칭이 같지 않을 뿐이라고 여겼다.

## 같이 보기
- 중국의 이민족
- 서융
- 귀방
- 훈육
- 흉노